# Sandro Alfaro
Sandro Alfaro (San Carlos, 1º gennaio 1971) è un ex calciatore costaricano, di ruolo difensore.